# Adolf Schmid (Politiker)

Adolf Schmid, Porträtfoto aus dem Reichstags-Handbuch 1939

Adolf Schmid (* 1. Januar 1905 in Giengen an der Brenz; † 2. April 1979 in Baden-Baden) war ein deutscher Politiker (NSDAP).

## Leben und Wirken
Nach dem Besuch der Volksschule und der Oberrealschule absolvierte Schmid eine kaufmännische Berufsausbildung.
1923 trat Schmid eigenen Angaben zufolge erstmals der NSDAP bei. Nach der Neugründung der Partei im Jahr 1925 wurde er erneut Mitglied. Im Jahr 1930 wurde Schmid für die NSDAP in den Stadtrat von Baden-Baden gewählt.
1931 wurde Schmid Schriftleiter bei der badischen Parteizeitung der NSDAP Der Führer. Nach zweijähriger Tätigkeit als Schriftleiter bei diesem Organ fungierte er vom März bis zum August 1933 schließlich als Hauptschriftleiter dieser Zeitung. Im August 1933 gab Schmid diesen Posten anlässlich seiner Ernennung zum Pressereferenten des Reichspropagandaamtes Baden auf. Im Oktober 1934 folgte seine Beförderung zum Leiter des badischen Reichspropagandaamtes sowie zum badischen Gaupropagandaleiter der NSDAP.
Am 12. Dezember 1938 trat Schmid im Nachrückverfahren für den ausgeschiedenen Hackelsberger als Abgeordneter in den nationalsozialistischen Reichstag ein, in dem er bis zum Ende der NS-Herrschaft im Frühjahr 1945 den Wahlkreis 32 (Baden) vertrat.
Nach dem Frankreichfeldzug 1940 wurde Schmid zum Leiter der Abteilung „Volksaufklärung und Propaganda“ beim Chef der deutschen Zivilverwaltung im Elsass ernannt.
Nach dem Zweiten Weltkrieg lebte Schmid wieder in Baden-Baden.

## Schriften
- Bildbericht vom Kampf der badischen Nationalsozialisten von 1923–1933, hg. von Adolf Schmid Straßburg o. J. (1943 ?) beim Landesarchiv Baden-Württemberg
- Abschied von Glanz und Gloria, in: 900 Jahre Giengen an der Brenz, Giengen, 1978, S. 108–126